# Francesco Pona
Francesco Pona (11 octobre 1595 - 2 octobre 1655) est un savant italien du XVIIe siècle, originaire de Vérone, qui était à la fois médecin et poète mariniste, homme de sciences et philosophe. On lui doit des traités scientifiques, une histoire de la poésie ainsi que plusieurs pièces de théâtre. Son activité multiforme lui valut l'estime des lettrés contemporains, notamment ceux du cercle vénitien de Giovan Francesco Loredan, ainsi que l'inscription à de nombreuses académies, mais aussi une mise à l'index de son œuvre la plus originale, La Lucerna.

## Biographie
Francesco Pona naquit en 1594 à Vérone, d’une famille noble mais déchue. Il acheva ses études à l’Université de Padoue, et y obtint, à l’âge de vingt ans, le laurier doctoral dans les facultés de philosophie et de médecine. De retour à Vérone il fut agrégé au collège de médecine de cette ville, où il se fit bientôt connaître par son habileté dans l’art de guérir. Malgré les soins qu’il donnait à ses malades, et quoiqu’il eût une pratique très-étendue, il trouva le loisir de composer des ouvrages en prose et en vers, très-peu connus aujourd’hui, mais qui méritèrent les plus grands éloges des contemporains. Girolamo Ghilini l’appelle le phénix des beaux-esprits de son temps, et le cygne le plus éloquent qui ait jamais chanté sur les bords de l’Adige (Voyez Teatro d’uomini Illustri). En 1651, Pona reçut le titre d’historiographe de l’empereur Ferdinand III. On ignore la date précise de sa mort ; mais Scipione Maffei nous apprend (Voy. la Verona Illustrata) qu’en 1652, Pona publia la Paraphrase de quelques Stances du Tasse, à laquelle il joignit le catalogue de ses ouvrages publiés au nombre de cent douze, et qu’il vécut encore plusieurs années (non pochi anni). Pona fut membre de plusieurs académies savantes : l'Accademia dei Gelati de Bologne, sous le pseudonyme de L'Incurvato, l'Accademia dei Filarmonici de Vérone, sous le pseudonyme de « L'Insaziabile », l'Accademia degli Incogniti de Venise, sous le pseudonyme de « L'Assicurato », l'Accademia degli Invaghiti de Mantoue, sous le pseudonyme de « L'Improntato », et enfin l'Accademia Olimpica de Vicence. À la suite de ses Saturnales, imprimées en 1652, il avait donné une liste complète de ses productions scientifiques et littéraires, distribuées en dix classes : médicales, philosophiques, historiques, académiques, poétiques, anatomiques, dramatiques, sacrées, ouvrages d’érudition, et traductions ; elle a été insérée, avec des additions, dans le tome XLI des Mémoires de Niceron, et dans le Dictionnaire de Moréri, édition de 1759.

## Œuvres

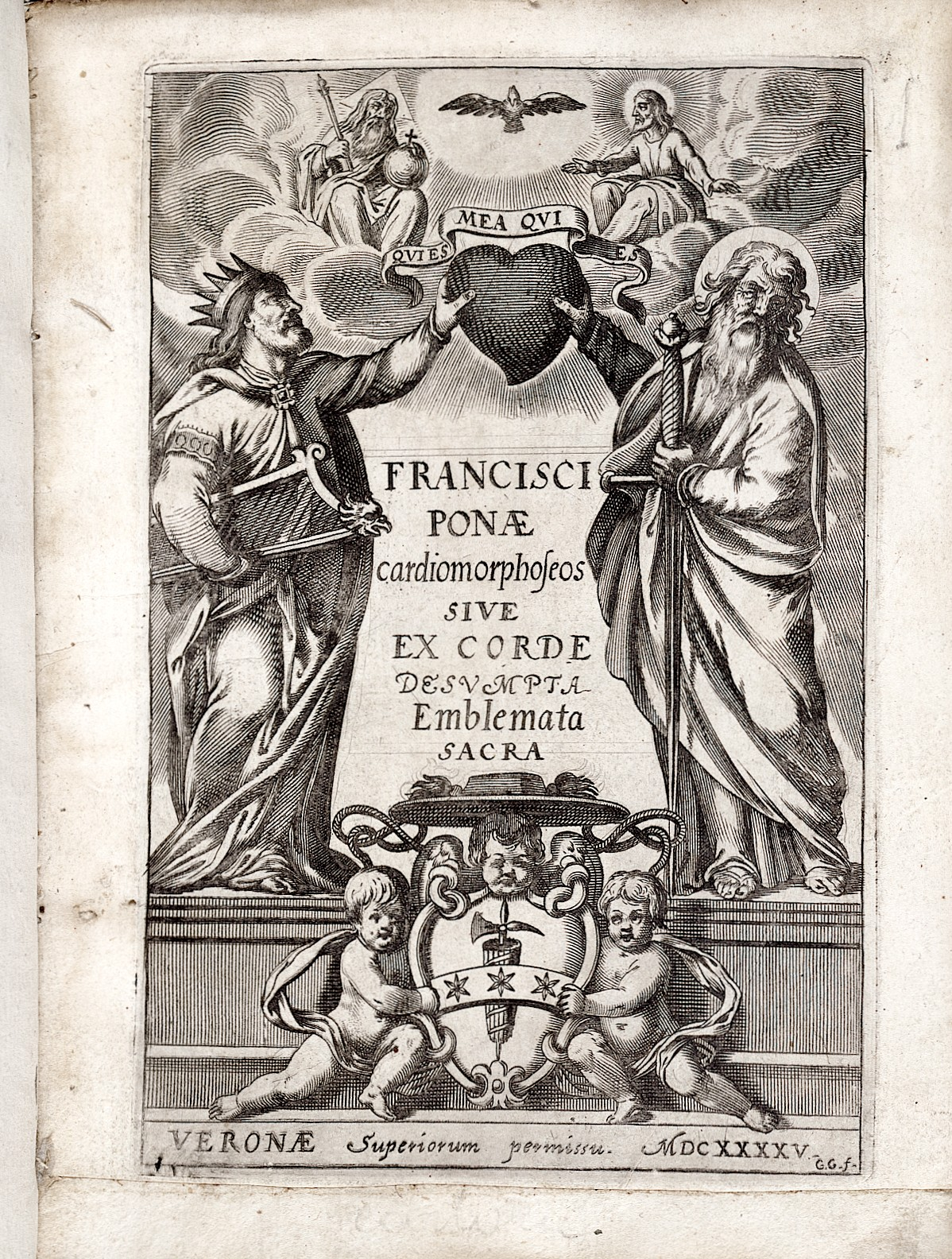
Cardiomorphoseos sive ex corde desumpta emblemata sacra, Vérone, 1645

Indépendamment des traductions italiennes du Poème de Martianus Capella (les Noces de Philologie et de Mercure) de la Description du Monte-Baldo, par Giovanni Pona, son oncle ; du Commentaire de Nicolas Marogna sur l’amome des anciens ; et de l’Argenis de Barclay, Venise, 1625, in-8°, on citera de lui :
- Il Paradiso de’ fiori, e catalogo delle piante che si porrono avere del Monte Baldo, Vérone, 1622, in-4°.
- La Lucerna di Eureta Misoscolo[3] accademico Filarmonico, ibid., 1622 ; nouvelle éd. augmentée, Venise, 1627 in-4° ; Paris, sans date, in-12. C’est un dialogue entre l’auteur et sa lampe. Fatigué de ce qu’elle ne lui donnait pas assez de lumière, il allait la jeter par la fenêtre, quand il entend sortir du milieu de la flamme une voix qui lui apprend que sa lampe est animée. A la prière du philosophe, l’âme consent à lui faire le récit de ses transmigrations successives, dans le corps d’un ours, de la belle Cléopâtre, d’un chien, du fils du poète Mævius, et d’une fourmi. Il y a beaucoup d’esprit et d’idées ingénieuses dans cet ouvrage, dont on trouve un extrait fort intéressant, dans la Bibliothèque des Romans, avril 1784, 2e vol., 1-65.
- La Maschera iatropolitica, overo cervello e cuore principj rivali, Milan, 1627, in-12.
- La Messalina, Venise, 1628 ; Paris, sans date, à la suite de la Lucerna ; Venise, 1633 ; Milan, 1634, in-16. c’est un roman historique.
- Medicinæ anima sive rationalis praxis epitome, selectiora remedia ad usum principum continens, Vérone, 1629, in-4°.
- Elogia utroque Latii stylo conscripta, ib., 1629, in-4° de 167 pag. Ces Éloges, les uns latins, les autres italiens, sont partie en prose et partie en style lapidaire.
- Il gran contagio di Verona nel 1630, ibid., 1631, in-4°.
- L’Ormondo, Padoue, 1635, in-4°. C’est un roman, que l’auteur publia, la même année, en latin ; il a été traduit de l’italien en allemand, Francfort, 1648.
- La Cleopatra, tragedia, Venise, 1635, in-12. C’est le plus connu des ouvrages dramatiques de Pona, et le seul dont Maffei fasse mention. Les autres sont : la Passion du Sauveur, la Parthenie, l’Angelique, la Virgilienne, et le Jugement de Paris (favola musicale).
- La Galeria delle Donne celebri, Rome, 1641, in-12.
- Trattato de’ veleni e la cura, Vérone, 1743, in-4°.
- Plantarum juxta humani corporis dissectionem historia anatomica.
- Cardiomorphoseos sive ex corde desumpta emblemata sacra, ibid., 1645, in-4° fig.
- Academico-medica Saturnalia, ibid., 1652, in-8°. C’est un Recueil de dix morceaux académiques, dont la plupart avaient été imprimés séparément.

### Traductions
- La Galerie des dames illustres, traduite par François de Grenaille, 1642.
- Les Tableaux ou les Amours héroïques des dames, illustrés et traduits de l'italien par Chatounières de Grenaille, Paris, 1646.
- La Messaline, traduite de l'italien, s.l., 1761.
- La Messaline, traduction de Jean-François Lattarico, Saint-Étienne, Publications de l'Université de Saint-Étienne, 2009.